# Junta Permanente Pro Semana Santa de Popayán
La Junta Permanente Pro Semana Santa de Popayán es el ente encargado de organizar, mantener, preservar y llevar a cabo la procesiones de Semana Santa de Popayán. Se puede decir que esta junta es la cofradía o hermandad principal encargada de las procesiones y lo que ellas contienen.
La Junta Permanente Pro Semana Santa de Popayán esta hermandada con la Junta de cofradías de Santiago de Compostela.

## Historia
En el  siglo XX  se disminuye el desarrollo en las procesiones de la semana mayor en Popayán debido a la crisis económica que vivió Colombia. En 1937 el poeta y político Guillermo Valencia, decidió conformar una junta cívica que se encargara de preservar esa tradición. En 1939 dicha junta recibió el reconocimiento oficial a través de la ordenanza número 14 emanada de la Asamblea del Cauca recibiendo  el nombre de Junta Permanente Pro Semana Santa de Popayán.

## Organización
Está conformada por 18 miembros entre representantes de los gremios de cargueros, síndicos, regidores, religiosos, restauradores y miembros importantes de la ciudad, quienes tienen a cargo cada uno de los pasos y las imágenes y las actividades relacionadas con la semana mayor, cumpliendo con la tradición año tras año desde 1556. La junta cuenta con un presidente de honor que coordina a la corporación en sus actividades.

## Objetivos
La Junta tiene los siguientes objetivos:
- Conservar y restaurar los bienes muebles que forman parte de los pasos de las procesiones de la Semana Santa de la ciudad de Popayán, con el fin de salvaguardar este patrimonio.
- Preservar el valor histórico, estético, simbólico y de autenticidad de los pasos de las procesiones de la Semana Santa de la ciudad de Popayán,
- Contribuir a dar categoría al evento religioso, cultural y tradicional en Colombia e internacionalmente.
- Establecer en la institución un sistema de financiamiento sólido que le permita realizar su misión.

## Congreso de hermandades y juntas de Semana Santa
La junta es organizadora y anfitriona del Congreso de España e Hispanoamérica de cofradías, hermandades y juntas de Semana Santa realizado en agosto desde el año 2007. Este Congreso que se hace cada dos años en Popayán, constituye un certamen que permite periódicamente, discutir en forma organizada, programada y constructiva la situación actual de la tradición Semanasantera, en ciudades de Colombia, de América y de Países Europeos como España, al mismo tiempo, conlleva a un proceso evaluativo, articulado para enfocar perspectivas y contribuir a hacer ajustes que lleven a un futuro deseable. Durante el congreso se realizan sesiones plenarias, conferencias, paneles, presentación de temas y discusión en grupos, reflexión de expertos, relatorías, exposición de pasos de la Semana Santa de Popayán, una muestra de las procesiones, trabajos libres, actos sociales, vídeos y exposición de pinturas y otras actividades de interés.